# صن داون (أوزارك)
صن داون هي منطقة فردية في مقاطعة أوزارك في ولاية ميزوري في الولايات المتحدة. كان عدد السكان 38 في تعداد عام 2000. كانت في الأساس قرية حتى عام 2000، حيث تحولت إلى منطقة فردية.

## الجغرافيا
تقع صن داون في 36°34′6″N 92°38′16″W / 36.56833°N 92.63778°W (36.568280, -92.637779).

## التركيبة السكانية
حسب إحصاء السكان عام 2000 كانت هناك 38 شخصا، 17 أسرة، 14 عائلة مقيمة في القرية. بلغت الكثافة السكانية 35.4 شخص لكل ميل مربع (13.7/كم2). كان هناك 25 وحدة سكنية بمتوسط كثافة 23.3 لكل ميل مربع (9.0/كم2). التركيب العرقي للقرية 100.00% من البيض.